# Зин Абидин бен Али
Зин ал Абидин Бен Али (на арабски: زين العابدين بن علي‎) е тунизийски политик от партията Конституционно демократично обединение и от 1987 година до 14 януари 2011 президент на Тунис.

## Биография
Кариерата си Бен Али започва като военен, а през 1978 г. поема тунизийските сили за сигурност. От 1984 г. е министър на вътрешните работи на Тунис, като се отличава с твърдата си политика спрямо ислямистите в страната.
През октомври 1987 г. овладява властта след безкръвен преврат и от 7 ноември същата година е президент на Тунис. Политиката на Бен Али, подобно на предшественика му Хабиб Бургиба, е прозападна. Същевременно се правят опити за изграждане на единно икономическо пространство на страните от Магреб.
Макар в последните години да се забелязва известно демократизиране на страната според европейските разбирания Тунис си остава по-скоро авторитарна държава, далече от западните разбирания за представителна демокрация. Често правителството бива обвинявано за използване на насилие в арестите и преследване на политическите противници на режима, главно ислямисти.

### Падане от власт
След самозапалването на Мохамед Буазизи в средата на декември 2010 г. серия от протести избухват в цялата страна срещу голямата безработица сред младежите, увеличаването на цените на храните, корупцията, лошите условия за живот и за свобода на словото. След въвеждането на полицейски час и над 78 убити Бен Али напуска Тунис на 14 януари 2011 година Въпреки предаването на властта на Мохамед Гануши протестите продължават.